# لوکا ژربینو پولو
لوکا ژربینو پولو (انگلیسی: Luca Gerbino Polo؛ زادهٔ ۶ ژوئیهٔ ۱۹۸۷) بازیکن فوتبال است.